# Јелена Јанковић
Јелена Јанковић (Београд, 28. фебруар 1985) српска је тенисерка и некадашњи број 1 на ВТА листи (на прво место доспела 11. августа 2008. године).
Достигла је полуфинала Отвореног првенства Аустралије (2008), Отвореног првенства Француске (2007, 2008, 2010) и Отвореног првенства Сједињених Држава (2006), као и финале истог турнира (2008), у ком је изгубила од Серене Вилијамс. Заједно с Британцем Џејмијем Маријем, освојила је Вимблдон 2007. у конкуренцији мешовитих парова.
Освојила је и 7 турнира из највише категорије (некада турнири I категорије, а од 2009. премијер мандатори и премијер 5), а то су: Чарлстон (2007), Рим (2007, 2008), Москва (2008), Синсинати (2009), Индијан Велс (2010) и Торонто (2013. у конкуренцији парова).
Играчица је са највише остварених победа у репрезентацији Србије, са којом је дошла до финала Фед купа 2012. године. На јубиларном 50. мечу у дресу репрезентације, испред Тениског савеза Србије додељена јој је награда Круна за најуспешнију тенисерку у репрезентацији. На Дану државности Србије 2017. године, додељен јој је Орден Карађорђеве звезде.
Мада у својој каријери није освојила ниједан Гренд слем турнир у синглу, позната је као једна од најконстантнијих играчица, јер је међу најбољих 10 на ВТА листи непрестано била више од четири године. Једна је од само три тенисерке које су биле број 1 и у јуниорској и у сениорској конкуренцији, као и једна од седам које су победиле обе сестре Вилијамс, Венус и Серену на истом турниру. На врхунцу своје каријере, у периоду 2007—2011, била је једна од ретких тенисерки која је имала позитиван однос победа и пораза против обе сестре Вилијамс. Поред сестара Вилијамс једина је активна тенисерка са преко 600 победа.
Највише (8) пута је завршавала сезону као најбоља српска тенисерка.

## Тениска каријера

### Почеци
Почела је да тренира тенис у Тениском клубу Црвена звезда. Тенис јој је као деветогодишњакињи показао старији брат Марко. Са једанаест година је освојила државно првенство у конкуренцији до 12 година. Први тренер јој је био тениски стручњак Аца Симић. Касније је тренирала у Тениској академији Ника Болетијерија. Као јуниорка је освојила Отворено првенство Аустралије 2001. У финалу је победила Софију Арвидсон. Исте године је почела да се такмичи у ВТА серији. На свом првом турниру у Индијан Велсу је стигла до другог кола.
У октобру 2003. је ушла међу првих 100 (90. место), након освајања прве ИТФ титуле у Дубаију. Три месеца касније је остварила прву победу над играчицом из првих 10 на ВТА листи против Јелене Дементјеве. 6:1, 6:4 у првом колу Отвореног првенства Аустралије 2004. Потом, у другом колу изгубила против Џил Крејбас у три сета. У мају је освојила прву ВТА титулу, на турниру V (Тиер V) категорије, у Будимпешти, савладавши у финалу Мартину Суху 7:6, 6:3. Након победе у Будимпешти стигла је до 51. места на свету. У току те године, победила је Нађу Петрову, Веру Звонарјову, Пати Шнидер и Паолу Суарез. Сезону је завршила на 28. месту. Учествовала је и на Олимпијским играма 2004. у Атини.

### 2005. Звезда у успону
У марту 2005. је стигла до финала турнира у Дубаију, након што јој је Серена Вилијамс предала меч у полуфиналу. У финалу је изгубила од Линдси Давенпорт резултатом 6:4, 3:6, 6:4. До првог полуфинала турнира  категорије (Тиер 1) је стигла у Берлину, где је поражена од Нађе Петрове 6:4, 6:7, 6:3. У јуну је у Бирмингему стигла до првог финала на травнатим теренима, али је поражена од Марије Шарапове 6:2, 4:6, 6:1. У октобру у Сеулу је стигла до трећег финала, али је поражена од шеснаестогодишње Никол Вајдишове са 7:5, 6:3. Годину је завршила на 22. месту, иако је те године њен најбољи пласман био 17. место.

### 2006. Пробој до 10 најбољих
Након што је добила меч првог кола на отвореном првенству Аустралије, Јелена је изгубила 10 узастопних мечева, не освојивши ниједан меч од краја јануара до почетка маја. У мају је стигла до четвртфинала турнира у Риму где је у три сета изгубила од Винус Вилијамс. Наредне недеље стигла је до полуфинала у Стразбуру, где је Никол Вајдишовој у другом сету предала меч. На Отвореном првенству Француске је у другом колу победила 25. носиоца Марион Бартоли, али је у трећем колу изгубила од светског броја 1 Амели Моресмо. На Вимблдону је, у трећем колу, у три сета победила шестог носиоца и браниоца титуле Винус Вилијамс, али је у четвртом колу изгубила од деветог носиоца Анастасије Мискине резултатом 6:4, 7:6(5).
Током северноамеричке турнеје Јелена је дошла до финала у Лос Анђелесу, победивши у четвртфиналу десетог носиоца Ану Ивановић и Серену Вилијамс у полуфиналу. У финалу је изгубила од трећег носиоца Јелене Дементјеве. На Отвореном првенству Америке постигла је најбољи пласман на гренд слем турнирима, победивши десетог носиоца Никол Вајдишову у трећем колу, седмог носиоца Светлану Кузњецову у четвртом колу и петог носиоца Јелену Дементјеву у четвртфиналу. У полуфиналу је изгубила од Жистин Енен, иако је водила са 6:4, 4:2. Када је имала гем лопту за 5:2, судија јој није дозволио да провери сервис челенџом. После краће расправе наставила је меч, али до краја није узела ни један једини гем.
На турниру друге категорије, у Пекингу, стигла је до полуфинала, где је изгубила од Моресмо са 6:1, 3:6, 7:6, иако је у трећем сету сервирала за меч при резултату од 6:5. Учествовала је на турниру у Гуангџоу, где је у полуфиналу предала меч Ани Чакветадзи, при резултату 7:5, 2:0 за Рускињу.
Са Кинескињом Ли На је освојила и један турнир у конкуренцији парова.
Годину 2006. је завршила на 12. месту ВТА листе.

### 2007. Међу прве 3 на ВТА листи, 1. гренд слем титула у миксу
У 2007. години победила је на турниру АСБ класик Окланд у Новом Зеланду, једном од првих турнира у сезони. Такође се пласирала у финале у Сиднеју изгубивши од Ким Клајстерс 2-1 у сетовима.
Јелена је такође освојила и два турнира из I категорије — Чарлстон и Рим. Тада је и сама признала да је Рим нешто посебно за њу, јер је ту прекинула „црну“ серију од 9 узастопних пораза. Постала је једна од најбољих играчица на шљаци, што је доказала и на предстојећем гренд слему.
На Отвореном првенству Француске 2007. године стигла је до полуфинала, у ком је изгубила од Жистин Енен, тада прве тенисерке света. Након овог резултата је постала 3. тенисерка света на ВТА листи. Због сјајних резултата које су постигли у Паризу, Јелена, Новак и Ана су дочекани у Београду пред више од 15.000 људи.
Након шљаке, кренули су турнири на трави и припреме за Вимблдон. Јелена је освојила турнир у Бирмингему, савладавши у финалу Марију Шарапову у три сета. Након тога је играла у Хертогенбосу где је у финалу изгубила од Ане Чакветзадзе. Овом серијом добрих резултата, Јелена је већ на пола сезоне имала 50 победа.
На турниру у Вимблдону 2007, у такмичењу мешовитих парова освојила је титулу у пару са Џејмијем Маријем из Уједињеног Краљевства.
На задњем гренд слему, Ју-Ес опену, стигла је до четвртфинала. Изгубила је од Винус Вилијамс у три сета.
По први пут је учествовала на завршном турниру сезоне, где је учествовало само осам најбољих тенисерки у тој години. Јелена је учешће на том турниру, обезбедила још крајем првог дела сезоне. Турнир се играо у Мадриду, а Јелена је ради промоције тог турнира одлетела из Мадрида у Севиљу, где је играла тенис у полувремену меча између Севиље и Реал Мадрида.
Примила је ACES награду, као тенисерка која је најбоље промовисала тенис у 2007. години. Тада је изјавила да јој је тенис пружио толико доброг, да је то само један од начина да му се одужи.
Због проблема са дисањем, крајем године је била приморана да оперише нос. Операција је успешно обављена, али је морала да направи паузу од три недеље.
Олимпијски комитет Србије ју је прогласио за спортисткињу године.
У децембру је учествовала на хуманитарном мечу-НАЈЈ, заједно са Новаком, Аном и Јанком. Учествовала је и поред тога што је мало пре тога оперисала нос. Свој део зараде је поклонила породицама са Косова и Метохије. Такође, тада је у Београду постала и УНИЦЕФ-ов амбасадор. Изјавила је да јој је част што може да помаже онима којима је то потребно и да ће се трудити да својим понашањем инспирише децу да се окрену здравом животу.

### 2008. Светски „број 1” и прво гренд слем финале
Сезону 2008. је започела на Хопман купу, у пару са Новаком Ђоковићем, где су се, иако обоје повређени, изборили за учешће у финалу, на коме су изгубили од тима САД.
Након Хопман купа, Јелена је, још увек повређена, учествовала на Медибанк интернешенел турниру у Сиднеју, где је у четвртфиналу била поражена од Никол Вајдишове.
Следећи турнир на коме је узела учешће био је први гренд слем у сезони, Отворено првенство Аустралије. Већ у првом колу наишла је на проблеме против младе Аустријанке Тамире Пасек, али је из тог меча, након спашене три меч лопте, ипак изашла као победник, резултатом 12:10 у одлучујућем сету. Наредне противнице биле су јој Едина Галовиц, Виржинија Разано бранилац титуле, Серена Вилијамс. Победивши шампионку од претходне године, пласирала се у полуфинале и тако постигла свој најбољи учинак на овом Гренд слему. У полуфиналу је изгубила, од касније шампионке Марије Шарапове, резултатом 3:6, 1:6. Након завршетка турнира, поен у коме је дефанзивном игром спасла меч лопту против Пашек, проглашен је за најбољи на целом турниру.
Након АО, уследили су турнири у Дохи и Дубаију. У Дохи је стигла до четвртфинала где је изгубила од Ли На са 3:6, 4:6. У Дубаију је поражена у полуфиналу од Светлане Кузњецове са 7:5, 4:6, 3:6. Након меча је прославила свој 23. рођендан на терену. Торту, коју су јој поклонили организатори, поделила је са својим навијачима, којих је било у великом броју.
Уследили су турнири највише категорије у Индијан Велсу и Мајамију. На Индијан Велсу је стигла до полуфинала и изгубила од Ане Ивановић, а у Мајамију је стигла до првог финала у 2008. години. Играла је против Серене Вилијамс и изгубила је у напетом мечу у три сета — 1:6, 7:5, 3:6.
У априлу је обновила и званично започела сарадњу са тренером, шпанским стручњаком, Рикардом Санчезом. У мечу Фед куп репрезентација Србије и Хрватске за попуну Светске групе II, у Загребу 27. и 28. априла 2008. је првог дана савладала Нику Ожеговић за вођство Србије од 2:0.
Након пораза у четвртфиналу у Чарлстону, играла је на турниру у Риму, где је успешно одбранила титулу освојену претходне године. До финала је изгубила само један сет, од Венус Вилијамс, али је у финалу сјајном игром победила највеће изненађење турнира, Ализе Корне са убедљивих 6:2, 6:2, освојивши тако своју 6. титулу у каријери, а укупно трећу са турнира I категорије.
Играла је и на Отвореном првенству Француске, где је стигла до полуфинала, у коме је изгубила од Ане Ивановић. Одбранила је бодове из претходне године, али том приликом није изгубила само гренд слем титулу, већ и шансу да буде прва тенисерка света. 16. јуна 2008. године је заузела своју најбољу позицију на ВТА листи, поставши 2. тенисерка света. По први пут у историји тениса, прву и другу позицију су заузеле две Српкиње — Ана Ивановић и Јелена Јанковић.
Није бранила титулу на турниру у Бирмингему, јер је одлучила да се одмори и вредно припреми за идући гренд слем, Вимблдон. На Вимблдону је одлучила да не брани свој први освојени гренд слем, у пару са Маријем. Одлучила је да се фокусира само на сингл. Ипак, стигла је само до осмине финала, кад је поражена од Тајланђанке Тамарин Танасугарн у два сета.
На турниру у Лос Анђелесу, стигла је до полуфинала, у коме је поражена од Динаре Сафине. У случају да је освојила турнир, заменила би се на првом месту са Ану Ивановић. На Роџерс купу је имала нову шансу да постане број 1. на ВТА листи. То би се десило да је стигла до финала, пошто је Ана Ивановић изгубила већ у трећем колу од Тамире Пашек. Међутим, у четвртфиналу изгубила је од Словакиње Доминике Цибулкове, 7:5, 6:2. Упркос поразу, постала је прва играчица на ВТА листи, пошто су Ани Ивановић престали да важе поени са турнира од претходне године у Лос Анђелесу.
Дана 31. јула, Јелена је остварила учешће на завршном турниру у Дохи, на је учествовало 8 најбољих тенисерки у години.
Дана 11. августа је ушла у историју светског тениса, као 18. тенисерка уопште, а друга Српкиња, која је постала светски број 1 у тенису. Постала је „краљица тениса“ и прикључила се одабраном друштву тенисерки којима је то пошло за руком. Иако није играла ниједно финале Гренд слем турнира, на прво место је дошла захваљујући константо добрим резултатима у задњих 15 месеци.
Била ја постављена за 2. носиоца на тениском турниру Олимпијских игара 2008. Њен наступ на играма био је неизвестан, због повреде листа десне ноге. Ипак, у првој рунди је савладала Зимбабвеанку Кару Блек 6:3, 6:3, у другој Украјинку Аљону Бондаренко 7:5, 6:1, у трећем Словакињу Доминику Цибулкову 7:5, 6:1. У четвртфиналу ју је савладала Рускиња Динара Сафина 2:6, са 7:5, 4:6, каснија освајачица сребрне медаље.
На Отвореном првенству САД, Јелена Јанковић је достигла своје прво финале гренд слем турнира. Победа у финалу одлучивала је и о томе ко ће заузети прво место на ВТА листи. За тај пласман су се бориле финалисткиње Јелена Јанковић и Серена Вилијамс. Иако је Јанковић имала четири сет лопте у другом сету, Вилијамс је освојила титулу у два сета (4:6, 5:7) и тако обезбедила себи 1. место на ВТА листи. Јанковић је добила још 450 бодова, и тиме осигурала другу позицију.
На турниру у Токију је у четвртфиналу елиминисала Светлана Кузњецова. Међутим, одмах се реванширала, победивши је у финалу Кина опена у Пекингу са 6:3, 6:2. Јанковић је тако освојила 7. титулу у каријери.
Наредни турнир је био Штутгарт — Јелена је и њега освојила и тиме се вратила на прво место ВТА листе. Победама против Аљоне Бондаренко (победила је 9. пут заредом, у исто толико мечева), Вере Звонарјове, Венус Вилијамс, коју побеђује други пут заредом, и у финалу, против Нађе Петрове, Јелена осваја другу титулу у две недеље.
12. октобра, освојила је трећу узастопну титулу и то на турниру прве категорије, Купу Кремља играном у Москви. У финалу је поразила Веру Звонарјову, по трећи пут у три недеље (6:2, 6:4). ЕСПН је након Јелениног тријумфа у Москви, објавио чланак у коме је писало да је: „Јелена Јанковић освајањем три велике титуле у три узастопне недеље, показала да заслужује прво место”.
На турниру у Цириху изненађујуће је изгубила већ у свом првом мечу, од Флавије Пенете. Након меча је изјавила да јој после три напорне недеље, више није остало снаге.
На завршном турниру сезоне играном у Дохи, на ком право учешћа имају само првих осам тенисерки, била је постављена за првог носиоца. У мечевима у групи победила је Светлану Кузњецову и Ану Ивановић, али је изгубила од Вере Звонарјове. Тако је заузела друго место у групи, што је било довољно за пласман у полуфинале. У полуфиналу је, након велике борбе и неизвесног меча, изгубила од касније шампионке Винус Вилијамс, резултатом 2:6, 6:2, 3:6.
Годину је по први пут завршила на највишој позицији. Од ВТА је примила признање за најбољу тенисерку у 2008. години, а Олимпијски комитет Србије је прогласио за најбољу спортисткињу другу годину заредом.

### 2009. Константно међу најбољих 10
Са позиције број један годину је започела на егзибиционом турниру у Хонгконгу, као део европске репрезентације, где је остварила победу у дублу и пораз у појединачној конкуренцији од Винус Вилијамс 6:2, 6:2, након чега се повукла са турнира због болести.
По први пут у каријери, као први носилац на Гренд слем турниру изгубила је у четвртом колу Отвореног првенства Аустралије од Марион Бартоли и пала на треће место на ВТА листи.
У Београдској арени у Фед куп мечу против Јапана остварила је две победе у појединачној конкуренцији.
На наредном турниру у Паризу, где је дошла захваљујући специјалној позивници, постављена је за другог носиоца. У полуфиналу је изгубила од касније победнице Амели Моресмо. На Првенству Дубаија изгубила је у трећем колу од Каје Канепи. Турнире у Индијан Велсу и Мајамију је одиграла веома лоше, пошто је испала још у првом колу.
Први турнир на шљаци играла је у Марбељи, где је освојила прву титулу у сезони, победом над домаћом тенисерком Карлом Суарез Наваро са 6:3, 3:6, 6:3.
На Фед куп мечу против шпанске репрезентације је остварила две победе и заједно са осталим чланицама српске репрезентације обезбедила пласман у светску А групу наредне године.
Као бранилац титуле на турнирима у Штутгарту и Риму поражена је у четвртфиналу, као и у Мадриду. На Роланд Гаросу је постављена за петог носиоца и дошла до четвртог кола, где је изгубила од Соране Кирстее резултатима 3:6, 6:0, 9:7, не искористивши меч лопту.
Током дела сезоне када се играју турнири на трави играла је у Истборну и изгубила већ у првом колу од Ане Чакветадзе. Ни на Вимблдону није била у сјајној форми, у трећем колу је поражена од талентоване тинејџерке Мелани Уден 6:7, 7:5, 6:2.
Сезону турнира на северноамеричком континенту започела је на турниру у Стандорду и дошла је до четвртфинала, где је поново изгубила од касније шампионке Марион Бартоли, иако је имала меч лопту. Следећи турнир у Синсинатију је за Јелену био најбољи у сезони. Победила је Викторију Азаренку и Сибиле Бамер и дошла до полуфинала. У мечу против Јелене Дементјеве, који је трајао 2 сата и 45 минута, спасила је четири меч лопте и победом од 7:6, 0:6, 7:6 обезбедила пласман у финале. У финалном мечу, сјајном игром је остварила прву победу над тенисерком која је у том тренутку била број један, Динаром Сафином 6:4, 6:2. Овим тријумфом се поново вратила на 4. место ранг листе.
На Роџерс купу у Торонту дошла је до прве победе над Ким Клајстерс са 1:6, 6:3, 7:5, али је изгубила у четвртфиналу од Алисе Клејбанове резултатом 6:7, 7:6, 6:2.
Отворено првенство САД је био последњи гренд слем турнир у сезони, где је неочекивано поражена од Јарославе Шведове са 6:3, 6:7, 7:6 у другом колу, поново не искористивши меч лопте. Тада је изјавила да је дан уочи меча имала смртни случај у породици.
Наредни турнир се игра у Токију. У четвртфиналу је коначно победила Бартоли (6:4, 6:3), а затим и На Ли идентичним резултатом. У финалу, због повреде руке је предала меч Марији Шараповој, при резултату 2:5. Као једна од полуфиналисткиња овог турнира, обезбедила је право да буде слободна у првом колу на турниру у Пекингу, где је као бранилац титуле изгубила први меч, од домаће тенисерке Шуај Пенг.
Куп Кремља у Москви је био њена последња шанса да се пласира на завршни турнир. Остале кандидаткиње за то место нису оствариле запажене резултате на том турниру, а она је дошла до четвртфинала и остварила пласман на завршни турнир у Дохи, трећу годину заредом. У првом мечу у групи, изгубила је од Викторије Азаренке, а затим јој је прва тенисерка света Динара Сафина предала наредни меч, после два одиграна гема. Остварила је победу над Каролином Возњацки са 6:2, 6:2 и неочекивано заузела прво место у групи. Ипак, као и претходне године, у полуфиналу је изгубила неизвестан меч од Венус Вилијамс 5:7, 6:3, 6:4. Сезону је завршила као осма тенисерка света, са 46 победа и 19 пораза.

### 2010. Повратак на 2. место
Први турнир у сезони 2010. године је играла у Сиднеју и изгубила одмах на старту од Агнеш Савај 5:7, 6:1, 7:5. На Отворено првенство Аустралије дошла је као осми носилац и победила Монику Никулеску и Кејти Обрајан, али је у трећем колу, по први пут у каријери, била поражена од Аљоне Бондаренко из Украјине.
На Фед куп мечу против Русије у Београдској арени је против Алисе Клејбанове изгубила 4:6, 1:4 и 15:40, али је успела да преокрене резултат, освојивши наредних 11 гемова и тријумфујући са 4:6, 6:4, 6:0. Дан касније победила и Светлану Кузњецову са 6:3, 4:6, 6:3, али је изгубила у одлучујућем мечу у дублу са Аном Ивановић, која је претходно изгубила оба своја меча у појединачној конкуренцији.
На следећем турниру Дубају је губила у трећем колу од Вере Звонарјове и пала на 9. позицију ВТА листе, а затим је на наредном турниру у Монтереју изгубила већ на старту. Таман када је изгледало да је испадање из најбољих 10 на свету неминовно, уследио је турнир у Индијан Велсу из највише, мандатори категорије (некада турнири I категорије), где је победила Шахар Пер, Алису Клејбанову, Саманту Стосур и напослетку Каролину Возњацки у финалу, и тако освојила своју дванаесту титулу у каријери. У Мајамију била је поражена од Саманте Стосур у четвртом колу, прекинувши низ од 8 победа.
Сезону турнира на шљаци је започела у Чарлстону, где је дошла до четвртфинала и изгубила од Данијеле Хантухове. Од ње је поражена и у Фед куп мечу против репрезентације Словачке у Арени, али је победила Магдалену Рибарикову, што није било довољно за пролаз даље, јер је заједно са Бојаном Јовановски поново изгубила одлучујући дубл меч.
Уследио је турнир у Штутгарту, где је изгубила меч четвртфинала, од некадашњег броја један и повратнице на туру Жистин Енен 6:3, 6:7, 3:6. Белгијанка је касније освојила титулу на том турниру. Иако је била на бода од победе, Јелена је тада пропустила последњу прилику да дође до једне победе против Енен, у каријери.
Наредни турнир играла је у Риму, где је стигла до финала, у коме је изгубила меч од Марије Хосе Мартинез Санчез 7:6, 7:5, поразивши на турниру Бетани Матек Сандс, Јанину Викмајер, Винус Вилијамс (наневши јој најубедљивији пораз у каријери од 6:1, 6:0), и Серену Вилијамс са 4:6, 6:3, 7:6(5), у мечу у ком је спасила меч лопту. У Мадриду као носилац, била је слободна у првом колу, а већ у другом је играла са сународницом Аном Ивановић, коју је победила резултатом 4:6, 6:4, 6:1, потом је савладала Анабелу Медину Гаригес, да би у четвртфиналу била заустављена од касније шампионке Араван Резаи 7:5, 6:4.
На другом Гренд слему сезоне, Отвореном Првенству Француске, стигла је до полуфинала, где је поражена од Саманте Стосур са 6:2, 6:2. На путу до полуфинала елиминисала је Алишу Молик, Кају Канепи, Аљону Бондаренко, Данијелу Хантухову и Јарославу Шведову. На Вимблдону је стигла до четвртог кола, где је предала меч Вери Звонарјовој, због повреде леђа. Ипак, на ВТА листи објављеној након турнира, успела је да се пробије на друго место.
Након кратке паузе, играла је на турниру у Порторожу, на којем се поново повредила и испала у другом колу. У наставку сезоне је играла на серији турнира у САД, где није остварила запаженије резултате. На Отвореном првенству САД победила је Симону Халеп и Мирјану Лучић, у три сета, али је изгубила од Каје Канепи 6:2, 7:6(1).
Рану елиминацију доживела је на турнирима у Токију, Пекингу, на којем је поражена од сународнице Бојане Јовановски 6:4, 2:6, 2:6 и тиме јој омогућила прву победу над тенисерком из првих 10. Поред тога, обезбедила је пласман на четврти узастопни завршни шампионат. На Купу Кремља у првом мечу је победила квалификанткиња Зарина Дијас.
Жребом је одређен састав група на ВТА првенству у Дохи, а Јеленине противнице су биле Вера Звонарјова, Ким Клајстерс и Викторија Азаренка. Сва три меча је изгубила без добијеног сета. Након првог пораза, пребачена је у болницу због колапса.
Другу годину за редом је завршила као осма тенисерка на ВТА листи.
Након земљотреса у Србији, Тениски савез Србије је организовао егзибициони меч 30. новембра у Хали Пионир. Била је једна од учесника, поред успешних тенисера, као што су Слободан Живојиновић, Илије Настасе, Горан Прпић и други. Сав приход од карата је намењен за помоћ оштећеној школи у Краљеву.

### 2011. Испадање из првих 10
Сезону 2011. је започела на турниру у Сиднеју, где је изгубила у првом колу од Арване Резаи. На Аустралијан Опен-у учешће је завршила у другој рунди, где је изубила од Шуај Пенг. У Дубаију у четвртфиналу победила је четвртог носиоца, Саманту Стосур, али је у полуфиналу изгубила од Данкиње Каролине Возњацки са 7:5, 6:3. У Дохи је такође стигла до полуфинала, у коме је изгубила од Вере Звонарјове са 1:6 6:2 4:6. На турниру у Монтереју је стигла до финала, када је изгубила од Анастасије Пављученкове са 6:2, 2:6, 3:6. После серије добрих резултата Јелена је стигла на 6. место ВТА листе.
На турниру у Индијан Велсу је бранила титулу освојену претходне године, али је изгубила у осмини финала од Ане Ивановић. Сезону турнира на бетону завршила је у Мајамију, где у четвртфиналу изгубила од Андрее Петковић са 6:2, 2:6, 4:6.
Сезону турнира на шљаци започела је у Чарлстону (зелена шљака), где као 3. носилац стиже до полуфинала, у коме је поново губи од Каролине Возњацки са 4:6, 4:6.
Као најбоља српска тенисерка предводила је Фед куп тим Србије, у борби за повратак у светску групу против Словачке. Иако због болести није могла да наступи првог дана, другог дана је донела 2 одлучујуће победе, након што је Ана Ивановић предала меч. Прво је у веома неизвесном мечу победила Данијелу Хантухову са: 6:2 3:6 7:5, а потом је у пару са Александром Крунић направила велики преокрет од 2:6, 1:5, 0:30 до 2:6, 7:5, 9:7, спасавши велики број меч лопти и остваривши историјску победу за Србију, којом је остварен пролаз у четвртфинале Фед купа.
У наставку сезоне на шљаци учествовала је на турнирима у Штутгарту и Мадриду. Оба је завршила у другом колу, поразима од Андрее Петковић и Луције Шафаржове у 3 сета. У Риму се одмах реванширала Шафаржовој са 6:0, 6:3, потом је победила Анабел Медину Гаригес, али је у четвртфиналу и по 3. пут те године изгубила од Каролине Возњацки са 3:6, 6:1, 3:6. Одиграла је још један припремни турнир за Ролан Гарос, у Бриселу где је била постављена за 4. носиоца, али је изгубила у другом колу, од Софије Арвидсон. На Ролан Гарос дошла је као 10. носилац и бранилац полуфинала. Лако је победила: Аљону Бондаренко, Веру Душевину и Бетани Матек-Сендс, али је у осмини финала изгубила од актуелне шампионке Франческе Скјавоне са 3:6, 6:2, 4:6. После овог пораза изгубила је 540 поена и први пут се после готово 5 година нашла ван 10 најбољих.
На Вимблдон је дошла као 15. носилац. Не одигравши ниједан припремни турнир на трави, испала је већ у првом колу од Марије Хосе Мартинез Санчез са: 7:5, 4:6, 3:6.
Америчку турнеју бетона започела је у Торонту, где ју је одмах на старту елиминисала Јулија Гергес. Међутим, одмах након тога, на турниру у Синсинатију забележила је серију одличних резултата и победила: Ивету Бенешову, Жи Женг, Франческу Скјавоне, Шуај Пенг и Андреу Петковић. У финалу против Марије Шарапове имала је предност сета и брејка, а након тога у одлучујућем сету поново предност брејка, али ипак није успела да искористи велику предност и изгубила је резултатом 6:4, 6:7(3), 3:6. Финале Синсинатија довело ју је на 12. позицију, али због лошијих резултата, који су уследили, ипак није успела да се врати у првих 10.
Одиграла је још један припремни турнир за Ју-Ес Опен у Њу Хејвену, где је испала већ у првом колу, поразом од Јелене Веснине са 4:6, 6:2, 4:6. На Ју-Ес Опену била је постављена за 12. носиоца. Победила је Алисон Риск и Јелену Докић, али у трећем колу губи од Анастасије Пављученкове са 4:6, 4:6.
Уследили су турнири у Азији. У Токију је изгубила у осмини финала од Агњешке Радвањске у 3 сета, а у Пекингу, на самом старту од Тамире Пашек. Одмах наредне недеље, учествовала је на турниру у Линцу, где је у четвртфиналу победила Јевгенију Родину, али је у полуфиналу изгубила од, касније шампионке, Петре Квитове са 6:4, 4:6, 3:6.
Сезону 2011. је завршила турниром у Москви, где је испала већ у првом колу, поразом од домаће тенисерке Јекатарине Лопез. Сезону завршава на 14. позицији ВТА листе и по 6. пут заредом као најбоља српске тенисерка, не дозволивши сународници Ани Ивановић да то уради по први пут.

### 2012. Наставак пада
На самом почетку сезоне 2012. прекинула је сарадњу са компанијом за спортску опрему Анта и започела дугогодишњу сарадњу са Филом.
Сезону је започела на турниру у Бризбејну и стигла до четвртфинала, у коме је изгубила од Франческе Скјавоне резултатом 7:5, 6:7(2), 3:6. У Сиднеју је стигла до другог кола, где је изгубила од трећег носиоца Викторије Азаренке. На Аустралијан Опен дошла је као 13. носилац и победила: Лору Робсон, Каи Чен Чанг и Кристину Мекхејл, али је поново изгубила од Каролине Возњацки у осмини финала.
Предводила је Женску тениску репрезентацију Србије у првом колу Фед купа, у мечу против Белгије. Донела је поен својој земљи, победом над Кирстен Флипкенс са 7:5, 7:5.
Постављена је за 8. носиоца на турниру у Дохи, па је била слободна у првом колу, али је у другом изгубила од Шахар Пер. Успела је да одбрани полуфинале из претходне сезоне на Тениском првенству Дубаија убедљивим победама над: Петром Цетковском, Флавијом Пенетом и Самантом Стосур, али је онда изгубила меч у 3 сета од Агњешке Радванске. На турниру у Куала Лумпуру победила је: Каролин Гарсију, Џил Крајбас и Ајуми Мориту, али је у полуфиналу изгубила неизвестан меч од Петре Мартић резултатом: 7:6(5), 5:7, 6:7(5).
На турнирима у Индијан Велсу Мајамију и Чарлстону забележила је три узастопна пораза у другом колу (у првом је била слободна) од: Џејми Хемптон, Моне Бартел и Винус Вилијамс. Због ове серије лоших резултата са 14. пада на 20. место. У Копенхагену је постављена за 3. носиоца, победила Лору Робсон, Јулију Путинцеву и Кају Канепи, па у полуфиналу изгубила од Анџелик Кербер, касније шампионке овог турнира.
Донела је 2 поена Женској тениској репрезентацији Србије у полуфиналу Фед купа у мечу против Русије. Прво је победила Анастасију Пављученкову са 6:4, 6:3, а затим је Србији донела одлучујући поен, победом над Светланом Кузњецовом са 6:1, 6:4 и тако одвела своју земљу, по први пут у историји, у финале Фед купа.
Након победа у Фед купу, Јелена забележила је низ од четврти узастопни пораз од Каролине Возњацки, којој је предала меч због повреде. Након тога, испада у првим колима турнира у Мадриду, Риму и Бриселу, поразима од Карле Суарез Наваро (6:4, 6:7(5), 4:6), Соране Кирстее (3:6, 6:4, 6:7(4)) и Симоне Халеп (2:6, 6:3, 6:7(3)). На Ролан Гаросу је постављена за 19. носиоца. У првом колу побеђује Патрицију Мајер-Ачлеинтнер, али у другом губи од Варваре Лепченко 6:7(4), 6:4, 4:6.
Сезону турнира на трави започиње у Бирмингему, где у знатно бољој форми стиже до финала, у ком је била велики фаворит, али ипак губи од Мелани Уден. Поново губи од Софије Арвидсон у Хертогенбошу. На Вимблдону није имала среће са жребом, пошто је за противницу у првом колу Ким Клајстерс, која се у то време враћала тенису, па није била носилац. Губи од ње резултатом 2:6, 4:6.
Америчку турнеју започела је у Станфорду, где изгубила у другом колу од Коко Вандевеј. Дошла је до четвртфинала у Карлсбаду, где је неочекивано изгубила од Јунг-Џан Чан из Кинеског Тајпеја.
На Олимпијским играма у Лондону такође није имала среће са жребом, пошто је за противницу већ у првом колу добила Серену Вилијамс, касније освајачицу златне медаље, и то на трави, која је одувек важила за подлогу на којој се Јелена најслабије сналази. Изгубила је тај меч резултатом 3:6, 1:6.
Остварила је лоше резултате у наставку америчке турнеје. Испала је у другом колу Монтреала, поразом од Александре Возњак. Затим је изгубила од Шуај Пенг у првом колу Синсинатија, где је бранила финале из претходне сезоне, и пала на најнижу позицију од 2004. године, на 34. место. Међутим, на тој позицији се задржала само 1 недељу и одмах се вратила у међу 30 најбољих. Финалом Даласа, у ком је изгубила од Роберте Винчи, пробила се на 27. место. На путу до финала победила је: Јарославу Шведову, Аранчу Рус, Сорану Кирстеу и Кејси Делакву.
На Ју-Ес Опену у прва два кола лако је победила Катерину Бондаренко и Лару Аруабарену, али је у трећем губи од Агњешке Радвањске.
Уследила је азијска турнеја. Започела ју је у Токију, победом над Јанином Викмајер, али је поново изгубила од Агњешке Радвањске у другом колу. Следећи турнир био је Пекинг, ту је победила Андреу Петковић и Монику Никулеску, али је у осмини финала изгубила од Карле Суарез Наваро.
Последњи турнир на ком је играла је био Луксембург. У првом колу меч јој је предала Шуај Пенг, при резултату 3:0, али је у другом колу изгубила од Андрее Петковић.
Сезону је завршила финалом Фед купа, где због болести, по први пут није донела поене својој земљи. Изгубила је од Петре Квитове и Луције Шафаржове. После тога је говорила како ће се повући из репрезентације, како би пружила шансу млађима. Ипак, 2015. се вратила у репрезентацију, како би помогла на путу за повратак у светску групу, јер се без ње Женска тениска репрезентација Србије, са 4 узастопна пораза брзо вратила у евро-афричку зону Фед купа.
По други пут је добила награду Храбро срце од Фед купа, а сав новац од награде донирала је Дечјем одељењу онкологије Клиничког центра Србије . Годину по први пут у каријери не завршава као најбоља српска тенисерка, пошто ју је пред крај сезоне престигла Ана Ивановић.

### 2013. Повратак у сам врх, успеси у конкуренцији парова
Сезону 2013. Јелена је започела као 22. тенисерка света. На турниру у Сиднеју је изгубила у другом колу од Роберте Винчи. На Аустралијан Опену после две победе изгубила је у трећем колу од сународнице Ане Ивановић. Такође, стигла је до осмине финала истог турнира у конкуренцији парова, заједно са Мирјаном Лучић-Барони.
Од почетка 2013. на мечевима је пратио брат Марко, које је постао њен тренер. Свој препознатљив осмех након сваког поена, постепено је почела да замењује свађом са њим. Често је изазивала смешне ситуације, којима се, како каже, касније и сама смејала.
На турниру у Дохи изгубила је већ у првом колу од Монике Никулеску, али одмах, наредне недеље освојила је титулу у Боготи. У финалу је лако победила Паулу Ормачеу са 6:1, 6:2. У пару са сународницом Александром Крунић стигла је до полуфинала истог турнира.
У Индијан Велсу је била слободна у првом колу, као 18. носилац, али већ у другом је изгубила од Светлане Кузњецове резултатом 6:0, 2:6, 5:7. На турниру највише, мандатори, категорије у Мајамију, знатно бољом игром дошла је до победа над: Викторијом Дувал, Нађом Петровом, Сораном Кирстеом, Робертом Винчи, а онда у полуфиналу губи од Марије Шарапове.
Серију добрих наступа продужила је на Куп Чарлстона, где је стигла до финала, у коме је изгубила од тада најбоље тенисерке света Серене Вилијамс у 3 сета. Јелена је имала подужу расправу са Сереном, јер ју је прекидала у сервисима, са изговором да није спремна за поен. На путу до финала победила је будућу играчицу из најбољих 5, која је тада започињала свој успон, Јуџини Бушард са 6:2, 6:1.
После ових резултата се вратила међу 20 најбољих, на 18. место.
У наставку сезоне на шљаци учествовала је на турниру у Штутгарту, где је у првом колу победила 9. тенисерку света, Саманту Стосур резултатом 6:4, 6:4, а у другом колу је изгубила од Сабине Лисицки са 6:7(3), 5:7. На истом турниру, у пару са Мирјаном Лучић-Барони стигла је до четвртфинала. Неочекивано је изгубила у првом колу Мадрида од Шанел Шиперс резултатом 7:6(1), 3:6, 3:6.
Наредне недеље, на турниру у Риму поново је забележила сјајне резултате, победама над: Цветаном Пиронковом, Бојаном Јовановски и На Ли (тада 5. тенисерке света) и дошла до четвртфинала, у коме је изгубила од Симоне Халеп, након добијеног првог сета. Заједно са Мирјаном Лучић-Барони стигла је и до четвртфинала овог турнира у конкуренцији парова, пошто је у осмини финала по 3. пут те године победила 7. носиоце Ана-Лену Гроненфелд и Квету Пешке.
На Ролан Гаросу је постављена за 18. носиоца. Победила је: Данијелу Хантухову, Гарбину Мугурузу, Саманту Стосур (тада 9. тенисерку света), Џејми Хемптон и тако стигла до четвртфинала. Затим се састала са 2. тенисерком света, Маријом Шараповом, којој веома лако, узела први сет са 6:0, али је дошло до пада у њеној игри, што је омогућило Шараповој да дође до преокрета за коначних 6:0, 4:6, 3:6. Поново је забележила добре резултате и у конкуренцији парова. Са Мирјаном Лучић-Барони већ у првом колу направила је изненађење избацивши 16. носиоце Данијелу Хантухову и Анабел Медину Гаригес. У осмини финала изгубила је од четвртих носиоца Јелене Веснине и Јекатарине Макарове са 6:7(3), 4:6.
Након Ролан Гароса је одиграла још један турнир на шљаци, у Нирнбергу. У полуфиналу је изгубила од Немице Андрее Петковић. На Вимблдон је стигла као 14. тенисерка света, али је постављена за 16. носиоца. После победе над домаћом тенисерком Јоханом Контом, изгубила је од сународнице Весне Долонц, тако јој обезбедивши једну од највећих победа у каријери. У конкуренцији парова је заједно са Хрватицом Мирјаном Лучић-Барони постављена за 16. носиоца и дошла до најбољег резултата на гренд слемовима у конкуренцији женских парова. Праве велико изненађење у осмини финала, победом над четвртим носиоцима Јеленом Веснином и Јекатарином Макаровом са 6:3 6:2, али у четврфиналу губе од 8. носиоца Шуај Пенг и Сје Су-веј.
На турнирима у Карлсбаду и Торонту испала је у 2. и 3. колу (осминама финала) од Уршуле Радвањске и Соране Кирстее. На Отвореном првенству Синсинатија победила је редом: Сабину Лисицки (7:6(5) 5:7 6:2), Јекатарину Макарову (2:6 6:3 6:3), Слоун Стивенс (3:6, 7:5, 7:5) и Роберту Винчи (6:0, 6:4). У полуфиналу ипак губи од Викторије Азаренке, резултатом 6:4, 2:6, 3:6. Полуфиналом Синсинатија, Јелена је дошла на корак од повратка међу 10 најбољих, на 12. место.
У том периоду постигла је и највеће успехе у конкуренцији женских парова. Заједно са Катарином Среботник најпре је стигла до полуфинала у Карлсбаду, а онда је освојила титулу на турниру 1. категорије у Торонту, победивши у финалу Ана-Лену Гроненфелд и Квету Пешку, по 4. пут те године, резултатом: 5:7, 6:2, 10:6. Тада је изјавила да је саму себе изненадила и да се пријављивала на турнире како би поправиле неке сегменте у игри, који су доминантни у конкуренцији парова. Захваљујући тој титули, узнапредовала је 13 позиција и постала 25. тенисерка света у конкуренцији парова.
На Ју-Ес Опену била је постављена за 9. носиоца. Дошла је до четвртог кола (осмине финала) где је изгубила од Кинескиње На Ли. Након тог резултата поново се пробила међу 10 најбољих.
Учествовала је на азијској турнеји, с намером да у последњем тренутку, по 5. пут и након 2 године паузе, обезбеди учешће на Завршном првенству сезоне. У Токију је изгубила у трећем колу од Јуџини Бушард, али потом је на турниру највише мандатори категорије (некада турнири I категорије), у Пекингу, одличном игром победила: Анастасију Пављученкову (1:6, 6:4, 6:0), Галину Воскобоеву (6:3, 5:7, 6:3), Карлу Суарез Наваро (6:0, 6:0), Луцију Шафаржову (6:7(3), 6:4, 6:4) и Петру Квитову (6:7(7), 6:1, 6:1). У финалу је изгубила од Серене Вилијамс.
Финалом у Пекингу успела је да се пробије на 8. место ВТА листе и 7. место на трци за Истанбул, што је било довољно за учешће на завршном турниру сезоне. У конкуренцији парова стигла је и до четвртфинала Токија заједно са Мирјаном Лучић-Барони.
На Завршном првенству сезоне у Истанбулу жребом је одлучено да Јелена буде у белој групи заједно са: Викторијом Азаренком, На Ли и Саром Ерани. Пре почетка турнира од организатора је добила награду за Најсимпатичнију играчицу на турниру. У свом првом мечу лако је победила, до скоро најбољу тенисерку света, Викторију Азаренку са 6:4, 6:3. Иако је изгубила наредна 2 меча, једина је успела да одузме сет На Ли, што јој сет количником обезбеђује 2. место у групи и пролаз у полуфинале, где је после велике борбе изгубила од 1. тенисерке света Серене Вилијамс резултатом 6:4, 2:6, 6:4. Након овог меча је изјавила да Серена веома добро глуми како јој није добро на терену и тако прилагођава противницу, у том случају њу, на слабији темпо, да би онда наједном почињала да трчи на све стране и удара из све снаге. Додала је да Серена вероватно може да буде најбоља и без тога, тако да јој то није било потребно, те да би требало бити фер-плеј играч.
По трећи пут, сезону је завршила на 8. месту ВТА листе и након једне године паузе поново је била најбоља српска тенисерка у години, повећавши тако предност у односу на Ану Ивановић на 6:1.

### 2014. Наставак напретка, па повреда леђа
Сезону је започела добрим наступима на турниру у Бризбејну. Победила је Франческу Скјавоне, Елину Свитолину и Анџелик Кербер. У полуфиналу је изгубила меч од Викторије Азаренке резултатом 6:1, 3:6, 4:6. Јекатарина Макарова је избацила у првом колу Сиднеја.
На Отворено првенство Аустралије дошла је као 8. носилац и у прва три кола победила три Јапанке. У трећем колу била је веома нервозна, судија јој је упутио опомену пошто је викала на брата у публици. Наредна противница је била Румунка Симона Халеп, од које Јелена изгубила у 3 сета, завршивши такмичење у четвртом колу (осмини финала).
Серију добрих резултата продужила је на турнире у Дохи и Дубаију. У четвртфиналу Дохе победила је шесту тенисерку света, Петру Квитову, са 6:1, 6:3. У полуфиналу је изгубила од Анџелик Кербер, после чега се пробија на 7. место ВТА листе. Стигла је и до четвртфинала истог турнира у конкуренцији парова. У осмини финала Дубаија победила је још једну Чехињу, Луцију Шафаржову, резултатом 7:5, 6:3. У четвртфиналу изгубила је од прве тенисерке света и касније шампионке, Серене Вилијамс. На самом почетку меча, дечак, који је скупља лоптице се салетео и случајно ударио у Јелену, тако јој повредивши руку. На самом крају меча Јелена је поново започела стару свађу са Сереном из истог разлога. Серена је тражила дуже паузе између поена. Трећи поен заредом је заустављала Јаковић, која је хтела да сервира, након чега се она изнервирала и рекла јој: Узми још времена, твоје је... Расправу су наставиле и након меча.
Одиграла је добре партије и у Индијан Велсу, где у осмини финала избацила десетог носиоца Каролину Возњацки са 6:3, 6:1, али је у четвртфиналу поново изгубила од другог носиоца, Агњешке Радванске, резултатом 5:7, 6:2, 4:6. Након овог резултата Јелена је прескочила Марију Шарапову и Анџелик Кербер на ВТА листи, те се пробила на 6. позицију.
Серију добрих резултата накратко је прекинула у Мајамију, где неочекивано испада у другом колу поразом од Варваре Лепченко. На Купу Чарлстона стигла је до четвртфинала, где је изгубила од Јуџини Бушард, коју је претходне године, на том истом турниру веома лако савладала. На истом турниру стигла је до четвртфинала и у конкуренцији парова заједно са Немицом српског порекла, Андреом Петковић. На турнир у Боготи отишла је као бранилац титуле и 1. носилац. Веома лако, без изгубљеног сета, стигла је до финала, где је изгубила од Каролин Гарсије. У Штутгарту је стигла до полуфинала, где је изгубила од Ане Ивановић.
У првом колу Мадрида победила је Елину Свитолину, али у другом колу је изгубила од Рускиње, Анастасије Пављученкове, резултатом 2:6, 7:5, 6:7(3). У Риму традиционално остварује сјајне резултате и побеђује: Светлану Кузњецову, Флавију Пенету, а онда је у четвртфиналу победила и 3. тенисерку света, Агњешку Радванску резултатом 6:4, 6:4. У полуфиналу је ипак изгубила од домаће тенисерке Саре Ерани. За време турнира у Риму, Јелена је донирала велику суму новца својој земљи, како би помогла у борби против мајских поплава.
На Ролан Гаросу је дошла као 6. носилац и у трећем колу, веома лако победила Сорану Кирстеу резултатом 6:1, 6:2, али онда поново изгубила од Саре Ерани, након пропуштених сет лопти. Тај меч означио је прекретницу у Јелениној игри, јер после тога је уследио њен велики пад. У том мечу Јанковић се повредила, а и како она каже поприлично разочарала, јер јој се отворио жреб до титуле и мислила је да је то њен турнир. У том мечу се и на кратко посвађала са Ерани, јер ју је случајно погодила лоптицом у доњи део леђа, када се она окренула, па је Ерни помислила да је Јелена то намерно урадила. Због тога је Јелена након меча прокоментарисала да јој је посебно жао што је изгубила важан меч од „тако досадне тенисерке“. Јелена је на Ролан Гаросу те године од ВТА добила и награду за најлепше обучену тенисерку на турниру.
За време сезоне шљаке, Јелена је забележила поприлично добре резултате и у конкуренцији парова. Заједно са Алисом Клејбановом стигла је до полуфинала Штутгарта и осмине финала Рима и Ролан Гароса. Убрзо након тога, остварила је свој најбољи пласман у конкуренцији парова. Пробила се у међу 20 најбољих, на 19. позицију, и тако постала прва и једина српска тенисерка којој је то пошло за руком.
На сезони траве остварила је најгоре резултате до тада, јер није успела да забележи ниједну победу. Испала је у првом колу Истборна и Вимблдона.
Америчку турнеју бетона започела је у Монтреалу, где је у другом колу после велике борбе и веома узбудљивог меча победила Слоун Стивенс резултатом 6:7(7), 6:4, 7:6(4). У осмини финала изгубила је од Коко Вандевеј. У Синсинатију је постављена за 8. носиоца и поново победила Слоун Стивенс у осмини финала, али у четвртфиналу губи од прве тенисерке света, Серене Вилијамс.
Постављена је за 9. носиоца на Ју-Ес Опену. Успела је да одбрани осмину финала из претходне године. На путу до ње победила је и сународницу Бојану Јовановски, али је изгубила од младе швајцарске тенисерке Белинде Бенчич резултатом 7:6(3), 6:3. Јелена је после више од 10 година променила своју препознатљиву фризуру на терену — скратила је реп, који како је она у једном шаљивом интервјуу рекла, забетонира да се случајно нека длака не помери и од тада је почела да носи плетенице.
У конкуренцији парова на америчкој турнеји у пару са Кларом Закопаловом (Кукаловом) је покушала да одбрани титулу освојену претходне године на Роџерс купу, али је изгубила у мечу за четвртфинале. Исти резултат је постигла и на Ју-Ес Опену.
Пред азијску турнеју, Јелена је обновила повреду леђа, па је због тога забележила веома лоше резултате и чак морала да преда неке мечеве, због чега је испала из 10 најбољих. Није успела да се квалификује на Завршно првенство сезоне у Сингапуру. Испала је у другом колу Токија, Вухана и Тјенђина, као и у првом колу Пекинга. У пару са Аранчом Пара Сантонхом стигла је до полуфинала Токија.
Отказала је учешће на турнирима у Софији и Москви, због повреде.
Због лошег завршетка сезоне, Јелена је завршава на 14. месту. Осим тога, пред крај сезоне је престиже Ана Ивановић, због чега по 2. пут у каријери не завршава сезону као најбоља српска тенисерка и Ивановић тако смањује њену предност у броју сезона завршеним као најбоља српска тенисерка, на 6:2.
Крајем новембра учествовала је у Тениској лиги шампиона у Индији. Са својим тимом, под називом Снови Делхија стигла је до финала. На путу до њега победила је Гарбиње Мугурузу и Ализе Корне, а забележила је и победе у мешовитим паровима са Кевином Андерсоном. У тиму је поред њих, у конкуренцији легенди био и Хуан Карлос Фереро.
Дана 14. децембра Јелена је одиграла егзибициони меч против Тејлор Таунсенд у Чикагу, који је добила. Посебно је било занимљиво било како су се тенисерке загревале за меч — уз српско коло, а меч је пратио велики број Срба, који живе у Чикагу.

### 2015. Велике осцилације у форми
Годину 2015. започела је веома лоше. Дуго се опорављала од повреде и према сопственој изјави, у то време није имала довољно снаге да тренира.
Испала је одмах на старту Бризбејна и Аустралијан Опена. До прве победе, је дошла у конкуренцији парова. Стигла је до четвртфинала Бризбејна у пару са Аранчом Пара Сантонхом. Прву победу у појединачној конкуренцији остварила је над Тимеом Бабош, у Дубаију, али одмах у наредном колу губи од Гарбиње Мугурузе. Убедљивом победом над младом кинеском тениском надом, Саисаи Женг, 6:0 6:2, започиње турнир у Дохи. У другом колу добро је започела меч против Петре Квитове и баш када је изгледало да се враћа у форму, при вођству од 3:1 уследила је нова повреда. Покушала је да настави меч, али је ипак морала да преда, при резултату 3:6, 1:1.
Због лошијих резултата на старту сезоне, група Јелениних највећих навијача, под називом Тим ЈЈ је објавила видео подршке, на чему им се она и јавно захвалила.
Пред турнир у Индијан Велсу, обновила је сарадњу са тениским стручњаком, Чипом Бруксом, са којим је сарађивала 2010. године. Због серије лошијих резултата, пала је на 21. место. Управо када је изгледало да ће се пад наставити, због ситуације с повредом и немогућности да се спреми за предстојеће турнире, уследио је турнир највише, мандатори, категорије у Индијан Велсу, где је добила велики број неизвесних мечева. После преокрета у другом колу, дошла је до меча са младом америчком надом, Медисон Киз и успевши да надокнади сет и брејк заостатка, а у одлучујућем сету резултат 1:3 преокрене на 6:3 за коначних 5:7, 6:4, 6:3. На сличан начин у осмини финала победила је и младу Швајцаркињу Белинду Бенчич. Поново је сустигла предност у одлучујућем сету од 1:3 и преокренула га на 6:3 за коначан резултат: 6:3, 3:6, 6:3. Та два меча је добила сјајном дефанзивном, осмишљеном игром и борбеношћу.
У четвртфиналу је имала нешто лакши посао пошто јој је Цуренко предала меч при резултату 6:1, 4:1 за Јелену. А потом у полуфиналу после велике борбе и поновног заостатка од сета и брејка, успева да преокрене меч против Сабине Лисицки (3:6 6:3 6:1) и тако закаже меч за титулу против Симоне Халеп.
У том финалу изгубила је добијен меч., јер не само да је имала велику резултатску предност, већ је константно диктирала темпо и била сигурнија у разменама. Међутим, у тренутку када је сервирала за меч и била само на 2 поена од победе, при резултату 6:2, 5:4, изненада почиње да прави дупле сервис и неизнуђене грешке, те тако враћа противницу у меч. И у трећем сету Јанковић је константно имала брејк предности, али када је Румунка имала брејк лопту да се поново врати у меч, главни судија меча је грешком поен доделио Халеп. Јелена је потом звала супервизора, грешка је исправљена, али је Јелена остала без првог сервиса и потпуно испада из ритма, тако да се меч убрзо завршава у корист Халеп, коначним резултатом 6:2, 5:7, 4:6.
Осим брата Марка и тренера, Чипа Брукса, на овом турниру пратила ју је и мајка Снежана, а Јелена је нагласила да јој је посебно драго што је поново види како навија на њеним мечевима, после више од 2 године паузе.
Због сјајних резултата у Индијан Велсу Јелена се после краће паузе вратила међу 20 најбољих, на 17. место. Одмах наредне недеље је играла на турниру у Мајамију, али је за противницу већ у другом колу добила Викторију Азаренку, од које је изгубила у 2 сета.
Сезону шљаке започела је у Чарлстону. Баш када је деловало да се враћа у своју форму, пред меч осмине финала против Данке Ковинић, која је за Јелену рекла да је њен узор, поново се повредила, овог пута стопало, па је морала да одустане од турнира. Вратила се у Фед куп тим Србије, после нешто више од 2 године, али због исте повреде није могла да одигра ниједан меч. Из истог разлога одустала од турнира у Штутгарту, Маракешу, па чак и од турнира највише, мандатори, категорије у Мадриду. Због тога је пала на 20. место ВТА листе.
После више од месец дана паузе вратила се на терен. На турниру у Риму, после победа над Камилом Ђорђи и Магдаленом Рибариковом стигла је то осмине финала, где је изгубила од тада 4. тенисерке света Петре Квитове. Одиграла је још један припремни турнир за Ролан Гарос, у Стразбуру, где је у четвртфиналу поново морала да преда меч због повреде, Американки Слоун Стивенс.
На Ролан Гаросу, изгубила је од Сесил Каратанчеве у првом колу. Иако је у 2. сету губила са 5:0, успела је да стигне до 5:4, а онда је на свој сервис пропустила неколико лопти за изједначење, а тако и последњу прилику за преокрет у том мечу.
У делу сезоне на трави забележила је сјајне резултате, иако трава најмање одговара њеном стилу игре. По први пут до тада, остварила је боље резултате него у делу сезоне на шљаци. Прво је играла на турниру у Хертогенбошу, где стиже до полуфинала, у коме губиод Белинде Бенчич. На истом турниру, у пару са Рускињом, Анастасијом Пављуенковом стигла је до финала. Солидним партијама у Бирмингему стигла је до осмине финала, у којој је изгубила од касније шампионке Анџелик Кербер.
На Вимблдону је победила двоструку и актуелну шампионку, светски број 2, Петру Квитову. Иако је била у заостатку од сета и брејка, па се том приликом оклизнула и пала, није одустала и успела је да дође до потпуног преокрета и победе резултатом 3:6, 7:5, 6:4. Ту победу је прославила као да је освојила турнир, знајући колико је тешко победити Квитову, на њеном омиљеном турниру и омиљеној подлози. Многи часописи и новине су је прогласили за највећу победницу прве недеље турнира. У прва два кола, Јелена је после велике драме победила Јелену Веснину и Јевгенију Родину резултатима 6:4, 3:6, 10:8 и 6:7(4), 6:1 6:3. У борби за четвртфинале изгубила је од Агњешке Радванске. У том мечу судија помогао Пољакињи, тако што је у оба сета када је правила кључни брејк предности, одузимао Јелени први сервис на брејк лопту, због прекорачења времена између поена, али без претходне опомене.
Добрим резултатима на Вимблдону Јелена се одржала међу 30 најбољих, направила је скок од 4 места и доспела на 25. позицију.
Део сезоне турнира који се играју на бетону је започела у Истанбулу, где је као 3. носилац изгубила у три сета од Урсуле Радванске. Међутим, у пару са домаћом тенисерком Чаглом Бујукакчај стигла је до финала, где су изгубиле такође у 3 сета. У Истанбулу је њихов улазак у финале прослављен ватрометом.
Многе је изненадила и самим одласком на турнир из најниже ВТА категорије (ВТА 125к серија) у Нанчангу. Очекивано лако стигла је до титуле, без изгубљеног сета. У финалу је победила Каи-Чен Чанг из Кинеског Тајпеја.
Као 23. на свету започела је северноамеричку турнеју, турниром у Торонту, где је за противницу већ у другом колу добила Симону Халеп, од које је изгубила у 2 сета. Много боље резултате забележила је у Синсинатију. У прва два кола победила је две домаће тенисерке, Медисон Бренгл (4:6, 6:4, 6:2) и Медисон Киз (7:6(4), 6:4). У трећем колу побеђује 7. тенисерку света, Каролину Плишкову, после велике борбе, заостатка од 2 брејка у одлучујућем сету (2:5) и спашене меч лопте, за коначних 6:2 3:6, 7:5. У четвртфиналу је имала нешто лакши задатак против Шмидлове коју је добила у 2 сета, али онда је поново изгубила у полуфиналу од 3. тенисерке света, Симоне Халеп. У пару са Јеленом Веснином стигла је до четвртфинала истог турнира, победама над: Гарбиње Мугурузом и Карлом Суарез Наваро, а потом и Анабел Медином Гаригес и Аранчом Пара Сантонхом. У четвртфиналу ипак бивају поражене од Кејси Делакве и Јарославе Шведове.
Иако је након сјајних резултата у Синсинатију изгледало да би могла далеко да догура на Ју-Ес Опену испала је већ у првом колу, поразом од Францускиње Додан иако је имала сет и брејк предности, а и брејк предности у одлучујућем сету. Тако је још једном показала да је 2015. за њу препуна осцилација. По том правилу је уследио и сјајан резултат у Гуангџоуу. Редом је побеђивала: Јелену Веснину, Франческу Скјавоне, Светлану Кузњецову, а онда у борби за финале и Јанину Викмајер, против које је чак и спашавала меч лопту (6:3, 3:6, 7:5). У финалу је, донекле, имала и најлакши посао пошто је победила Денису Алертову убедљивим резултатом 6:2, 6:0. Алертова је претходно избацила другу тенисерку света Симону Халеп, а онда и Сару Ерани, па је деловало да ће то бити доста тежи посао. Јелена је тиме дошла до своје 15. титуле у каријери.
У пару са Александром Крунић стигла је до осмине финала Ју-Ес Опена и четвртфинала Гуангџоуа.
После велике борбе и пропуштених шанси у 3. сету изгубила је у другом колу Вухана од Анџелик Кербер. Испала је на самом старту Пекинга од Доминике Цибулкове 1:6, 6:1, 3:6.
На ВТА турниру у Хонгконгу пласирала се у финале савладавши Американку Венус Вилијамс резултатом 6:4, 7:5, забележивши тако своју седму победу од 13 мечева у каријери против Венус, а затим је освојила турнир, након што је се у финалу реванширала Анџелик Кербер резултатом са 3:6, 7:6 (7:4), 6:1. Јанковић је тако дошла до своје 16. титуле у каријери и 3. у години, те додатних 280 поена на ВТА листи, али и 43.000 долара.
Стиже до четвртфинала турнира у Луксембургу и обезбеђује учешће на последњем турниру у сезони, Елитном купу у Џухају.
Постављена је за 9. носиоца и распоређена у групи Ц са Каролином Плишковом и Саром Ерани. Побеђује Ерани у 2 сета, али губи од Плишкове у 3 сета и не пролази у полуфинале јер Ерани губи убедљиво од Плишкове.
Сезону завршава на 21. месту ВТА листе. Није искористила прилику на последњем турниру у сезони, да уђе међу најбољих 20, али и да престигне Ану Ивановић, која другу годину заредом сезону завршава као најбоља српска тенисерка и смањује Јеленину предност у укупном броју сезона на 7:3. Освојила је 3 турнира у сезони, зарадила 1.314.749 $ и имала солидан однос победа и пораза, али то се није одразило на њен пласман на ВТА листи, због лоших резултата на гренд слем турнирима.
У првом сусрету у Тениској лиги шампиона донела је оба поена свом тиму, Нагпурски Оранџери, први победом над Хедер Вотсон, а други заједно са Фелисијаном Лопезом у конкуренцији мешовитих парова, победом над Фернандом Вердаском и Хедер Вотсон. Поред њих у тиму је у категорији легенди и Алекс Коређа. У наредном мечу после више од 8 година састала се са некадашњом најбољом тенисерком света и актуелним бројем 1 у конкуренцији парова, Мартином Хингис, коју побеђује након преокрета. У пару са Фелисијаном Лопезом успела је, након заостатка од 1-4, да избори одлучујући тајбрејк против ње и Ива Карловића у ком ипак губи, али свом тиму доноси још 4 поена. У коначном резултату Јеленин тим је однео још једну тесну победу.
У наредном кругу такмичења победила је Хедер Вотсон и Мартину Хингис поново, па је тако постала једина тенисерка са учинком од 100% на турниру, али ни то није било довољно да одведе свој тим у финале, јер је Фелисијано Лопез изгубио у одлучујућем тајбрејку за финале од Иве Карловића, иако га је победио у претходном кругу и Јеленин тим је био 1. на табели све до тог меча.

### 2016. Пад на листи и губитак форме
Нову сезону започиње поразом у 1. колу турнира у Бризбејну од Италијанке Роберте Винчи са 6:3, 2:6, 4:6. Прву победу у сезони остварује одмах наредне недеље на турниру у Сиднеју, побеђује Коко Вандевеј у 2 сета. У борби за четвртфинале ипак губи од Саре Ерани у два тај-брејка, иако је у 2. сету имала предност од 5:1 и пропустила 7 сет лопти. На истом турниру по први пут у сезони учествује у конкуренцији парова, где, у пару са Данијелом Хантуховом, одмах на старту бива поражена од Светлане Кузњецове и Роберте Винчи.
На Отворено првенство Аустралије долази као 19. носитељка, али након лаке победе над Полоном Херцог, неочекивано губи од Лауре Сигемунд у три сета, иако је била на 2 поена од победе. У пару са Андреом Петковић покушала је да забележи прву победу у сезони у конкуренцији парова, али губе већ у првом колу.
Као најбоље рангирана српска тенисерка предводила је Женску тениску репрезентацију Србије у борби за повратак у светску групу 1 Фед купа. Ипак, у мечу против Шпаније, који се одржавао у Краљеву, забележила је поразе против Карле Суарез Наваро и Гарбиње Мугурузе, у том тренутку 8. и 5. тенисерке света.
Тренутак који је направио превагу у 1. мечу било је досуђивање преступа на Јеленин други сервис и на сет лопту противнице од стране српских судија, што је изненадило и саму Суарез Наваро.
Након свог 50 меча у дресу репрезентације, добила је награду Круна од ТСС за тенисерку која је највише урадила за своју земљу у овом такмичењу.
На турниру у Дубаију остварила је прву победу над тенисеркама из 10 најбољих у сезони. Победила је Белинду Бенчич у 3. сета , а након тога у осмини финала изгубила од Андрее Петковић. На турниру у Дохи, такође, је испала у 2. колу, поразом од Монике Никулеску.
У Индијан Велсу је након убедљибих победа у првим колима, изгубила од 3. тенисерке света, Агњешке Радвањске, у осмини финала. Због повреде десног рамена, морала је да преда меч 2. кола турнира у Мајамију. Из истог разлога је морала да откаже учешће на Купу Чарлстона. Након тога, требало је да предводи Фед куп репрезентацију Србије у мечу против Белгије, али пошто није успела да се опорави од повреде само је пружала подршку тиму са клупе. Неколико дана касније, Јелена је на конференцији за штампу рекла да су то били најтежи дани у њеном животу, јер су лекари сумњали да болује од рака, али су резултати ипак на крају били негативни. Није успела на време да се спреми за турнире на шљаци па по први пут у каријери завршава сезону без победе на једној од својих омиљених подлога, поразима од Соране Кирстее, Јуџини Бушард и Татјане Марије. У пару са Ненадом Зимоњићем стигла је до осмине финала Ролан Гароса у конкуренцији мешовитих парова. Сезону турнира на трави започиње победом над Катерином Синиаковом у Хертогенбошу, али у наредном колу губи од Родине. На Мајорци се у четвртфиналу реванширала Сорани Кирстеи за пораз неколико недеља раније са 6:3, 6:3, али у полуфиналу губи од Анастасије Севастове након што се повредила после добијеног првог сета.
У пару са Белгијанком Алисон ван Ујтванк стигла је со полуфинала Хертогенбоша, а са Александрином Најденовом до четвртфинала Мајорке, након што су у осмини финала спасле 3 меч лопте против Јуџини Бушард и Сабине Лисицки.
На Вимблдон долази као 22. носитељка и у 1. колу је савладала Стафани Фогел 6:2, 6:2. У наредном колу, неочекивано губи од Марине Ераковић резултатом 6:4, 6:7, 6:8 иако је била на 2 поена од победе. У конкуренцији парова, заједно са Александром Крунић победила је 3. носитељке, сестре Чан из Кинеског Тајпеја, али је након тога изгубила у 3. колу од Ана-Лене Грененфелд и Квете Пешке. На турниру у Гштаду изгубила је у 1. колу од Масарове, а одмах након тога је саопштила да се због повреде ноге повлачи са турнира у Баштаду и Монтреалу. Као припрему за Олимпијске игре играла је на турниру у Флоријанополису, где је била постављена за 1. носитељку, али губи већ у осмини финала.
На Олимпијске игре у Рију одлази као најбоље рангирана српска тенисерка и требало је да осим у појединачној наступи и у конкуренцији женских парова са Александром Крунић, као и у конкуренцији мешовитих парова са Ненадом Зимоњићем. Међутим након пораза у пару са Александром Крунић од Британки, Хедер Вотсон и Јохане Конте, задобила је руптуру великог грудног мишића и тако је била приморана да одустане од појединачне и конкуренције мешовитих парова са Зимоњићем. У појединачној конкуренцији требало је да игра против Гарбиње Мугурузе.
Због исте повреде морала је да откаже учешће на свим турнирима из америчке турнеје до Ју-Ес Ооена где је након победе над Маријаном Дуке Марињо поражена у 2. колу од Карле Суарез Наваро. На овом турниру први пут после 30 узастопних гренд слемова, Јелена није била међу носитељкама.
Тек на самом крају сезоне, на азијској турнеји, почела је да се враћа у форму. На турниру у Гуангџоуу, поново је стигла до финала, али овог пута ју је победила Лесија Цуренко са 4:6, 6:3, 4:6. У мечевима четвртфинала и полуфинала Јелена је побеђивала Сабину Лисицки и Ану Коњух. У пару са Мартином Хингис стигла је до полуфинала истог турнира у конкуренцији парова. Са добрим резултатима наставила је и на турниру у Вухану из премијер 5 категорије, где је у другом колу победила 3. тенисерку света и актуелну вицешампионку, Гарбиње Мугурузу, са 6:4, 7:6(7:2). Иако је добро отворила меч осмине финала против Барборе Стрицове, није успела да изађе као победник, па се меч завршио резултатом 6:1, 4:6, 5:7 за Чехињу. На Отвореном првенству Кине у тенису поново такмичење завршава у 1. колу, поразом од Кристине Младеновић.
На турнир у Хонг Конгу дошла је као актуелна шампионка и поново је остварила запажен резултат. У 2. колу била је боља од сународнице, Александре Крунић, а у четвртфиналу од Францускиње Ализе Корне. У мечу за финале од ње је била боља некадашњи светски број 1, Каролина Возњацки. Након неодбрањене титуле Јелена је са 37. места, пала на 47. па је турнир у Москви за њу представљао последњу шансу за опстанак у првих 50. Иако је у 1. колу била боља од Јелене Остапенко, ипак је у пресудном мечу за опстанак у првих 50 изгубила од Анастасије Пављученкове.
До краја године, по први пут је наступила и у Тениској премијер лиги, где је остварила солидне резултате и у појединачној и у конкуренцији мешовитих парова са Жаном Жилијеном Рожером. Два пута је победила Мартину Хингис, једном Кирстен Флипкенс, једном Кики Бертенс, а у мешовитим паровима је била боља од сународнице Ане Ивановић и Данијела Нестора, као и од Сање Мирзе и Рохана Бопане. У укупном скору њен тим Јапанских ратника је завршио на 3. месту, јер су у мечу за финале изгубили од Сингапурских слемерса.
Најлошију сезону у последњих 12 година своје каријере, Јелена је завршила као 54. тенисерка света, али ипак и као најбоља српска тенисерка, јер је од Ане Ивановић била 10 места боље рангирана и тако је по 8. пут била најбоља српска тенисерка у некој сезони, док Ана Ивановић остаје на 3 сезоне, пошто је завршила каријеру те године.

### 2017. Проблеми са повредама и прекид сезоне
Нову сезону Јелена Јанковић започела је победом у пару са Катерином Синиаковом над Тимеом Бачински и Јоханом Контом у два сета, на старту турнира у Шенжену. У четвртфиналу су од њих биле боље Хлавачкова и Пенг. Први меч у појединачној конкуренцији изгубила је од 4. тенисерке света, Симоне Халеп, на истом турниру са 1:2 у сетовима. Наредни турнир на коме је наступала био је Хобарт, где је већ на старту изгубила од још једне Румунке, Монике Никулеску.
Иако на Отворено првенство Аустралије у тенису први пут после 12 године не долази као носитељка, већ у првом колу прави изненађење победом над 26. носитељком, Лауром Зигмунд. У наредном колу побеђује још једну Немицу, Јулију Гергес у 2 сета и тако заказује дуел са 8. носитељком, Светланом Кузњецовом. Тај меч против Кузњецове ће остати упамћен као најдужи меч у години и 4. по дужини у историји Аустралијан Опена са 3 сата и 36 минута. Изгледало је као да ће Рускиња брзо тријумфовати јер је имала сет и предност од 2 брејка у другом (5:2). Ипак, Јелена је потом освојила 8 гемова заредом и имала 2 брејк шансе и за 9. које није искористила. Кузњецова је потом успела да се врати у меч, Јелена је била близу новог преокрета, чак је била и на 2 поена од победе, али је коначан резултат био 4:6, 7:5, 7:9 за Рускињу. После меча Јелена је изјавила да јој је пораз тешко пао, поготово зато што се десио због њене физичке неприпремљености, али је истакла и да јој је драго што поново проналази своју игру. Током овог турнира Јелена је обновила сарадњу са Рикардом Санчезом, с којим је сарађивала 2008. када је била најбоља на свету. Пласманом у 3. коло обезбедила је повратак међу 50 најбољих одакле је претходно, накратко, испала.
На турниру у Тајвану била је постављена за 8. носитељку, али испада већ у 1. колу од Наре у 3 сета. На турнирима у Дохи и Дубаију губи у првим колима од Пављученкове и Бартел. У 2. колу Отвореног првенства Индијан Велса имала је 3 меч лопте против 12. носитељке, Венус Вилијамс, али пошто је пропустила све 3, Вилијамс је преокренула резултат и успела да победи. Због бројних повреда, Јелена се до краја сезоне повукла са бројних турнира, а на онима које је играла, губила је у првим или другим колима. Једини значајан успех постигла је у конкуренцији парова, пошто је у пару са Анастасијом Севастовом стигла до финала Мајорке, које је предала Мартини Хингис и Латиши Чан, због Севастовине повреде.
Последњи меч пред прекид сезоне одиграла је против Петре Квитове на Ју-Ес Опену. Квитова је била боља у два тесна сета, са 5:7, 5:7.

### 2018—2019. Пауза
Од Ју-Ес опена 2017. Јелена је заштитила свој пласман на ВТА листи и започела опоравак од повреда. Од тада је било неколико спекулација о њеном повратку као и о завршетку каријере, али ниједна информација није званично потврђена.

### 2020—2022. Ревијални мечеви
Почетком јуна 2020. Ана Ивановић је у интервјуу са Барбаром Шет назвала Јелену „бившом тенисерком”, што је изазвало велики шок у јавности с обзиром на то да Јанковић никада није објавила да се повлачи. Два дана касније, Јелена је заједно са Новаком Ђоковићем најавила да се враћа тенису и да ће у пару са њим наступати на предстојећем Адриа Туру у Београду, у конкуренцији мешовитих парова, против Ненада Зимоњића и Олге Даниловић. Јанковић и Ђоковић су победили у мечу резултатом 7:6(8:6), након спашене меч лопте. У изјавама после меча Јелена је потврдила да још увек није донела коначну одлуку о завршетку професионалне каријере, нити о повратку на ВТА турнире.
У пару са Агњешком Радвањском Јелена је учествовала на Вимблдону 2022. у конкуренцији женских легенди. У групној фази такмичења оствариле су убедљиве победе над Флавијом Пенетом и Робертом Винчи, а затим и над Кејси Делаквом и Алишом Молик. Последњи меч изгубиле су од Данијеле Хантухове и Лоре Робсон. Иако су на основу меч, сет и гем количника Јанковић и Радвањска заузеле прво место у групи, из непознатог разлога организатори су одлучили да у финале прођу Хантухова и Робсон.

## Победе и порази

### Тенисерке које су биле на првом месту
Победе и порази Јелене Јанковић у мечевима против тенисерки које су некад у каријери заузимале прво место на ВТА листи
- Винус Вилијамс 7–7[5]
- Каролина Возњацки 5–6[130]
- Мартина Хингис 4–0[131]
- Динара Сафина 4–3[132]
- Серена Вилијамс 4–10[6]
- Викторија Азаренка 4–7[133]
- / Ана Ивановић 3–9[134]
- Гарбиње Мугуруза 2–3[135]
- Анџелик Кербер 2–4[136]
- Линдси Давенпорт 2–4[137]
- Каролина Плишкова 1–1[138]
- Амели Моресмо 1–6[139]
- Симона Халеп 1–7[140]
- Ким Клајстерс 1–8[141]
- Марија Шарапова 1–8[142]
- Жистин Енен 0–10[143]

### Друге тенисерке из најбољих 10
Победе и порази Јелене Јанковић у мечевима против других играчица које су биле међу првих 10:
- Флавија Пенета 8–2[144]
- Светлана Кузњецова 8–7[145]
- Нађа Петрова 7–2[146]
- Саманта Стосур 7–2[147]
- Луција Шафаржова 7–2[148]
- Јелена Дементјева 7–3[149]
- Данијела Хантухова 6–3[150]
- Франческа Скјавоне 6–3[151]
- Вера Звонарјова 6–8[152]
- Марија Кириленко 5–1[153]
- Роберта Винчи 5–3[154]
- Карла Суарез Наваро 5–4[155]
- Ај Сугијама 4–0[156]
- Јулија Гергес 4–2[157]
- Доминика Цибулкова 4–3[158]
- Коко Вандевеј 4–3[159]
- Марион Бартоли 4–5[160]
- Ли На 4–6[161]
- Слоун Стивенс 3–1[162]
- Медисон Киз 3–1[163]
- Пати Шнидер 3–2[164]
- Каролин Гарсија 3–2[164]
- Петра Квитова 3–4[165]
- Алиша Молик 3–4[166]
- Никол Вајдишова 3–6[167]
- Ана Чакветадзе 3–7[168]
- Агњешка Радвањска 3–8[169]
- Елина Свитолина 2–0[170]
- Белинда Бенчич 2–2[171]
- Сара Ерани 2–4[172]
- Андреа Петковић 2–5[173]
- Јохана Конта 1–0[174]
- Кончита Мартинез 1–0[175]
- Јелена Остапенко 1–0[176]
- Барбара Шет 1–1[177]
- / Јелена Докић 1–1[178]
- Мери Пирс 1–1[179]
- Магдалена Малејева 1–1[180]
- Јекатерина Макарова 1–1[181]
- Паола Суарез 1–1[182]
- Јуџини Бушард 1–3[183]
- Тимеа Бачински 0–1[184]
- Кристина Младеновић 0–1[185]
- Аманда Куцер 0–2[186]
- Анастасија Мискина 0–3[187]

## Стил игре
Њено најмоћније оружје је дворучна бекхенд паралела. У време када се налазила у самом светском врху и била 1. на свету, тај њен ударац је називан и JJ Style (Џеј-Џеј стил). Приликом намештања за ударац увек ставља десну ногу напред.
Позната је као дефанзивна играчица, која може да добије изгубљен поен из немогућих ситуација. Веома је еластична, што показује неретким прављењем шпага на мечевима. Њена игра на мрежи је временом напредовала са добрим резултатима у дублу. Иако њеном стилу игре најмање одговара трава и на њој је успевала да победи играчице попут Марије Шарапове, Венус Вилијамс, Петре Квитове итд. Има солидан форхенд, мада доста слабији од бекхенда, а сервис који је био њена најслабија тачка, временом је такође узнапредовао.
Временом је, услед бројних повреда, изгубила брзину у кретању, али је и постајала све психички нестабилнија, испољавајући нервозу због разних ситница, чак и кад побеђује. Позната је и под надимком „Краљица драме” (енгл. Drama Queen), пошто често успева да изгуби добијене мечеве, али исто тако и да добије изгубљене.

## Приватни живот
Јелена је ћерка Веселина и Снежане Јанковић. Има још два брата, Марка и Стефана. Тенис је заволела гледајући старијег брата, Марка, како тренира и пошто јој је он био узор, хтела је да покуша да игра против њега. На мечевима је често прати мајка, Снежана, а од 2013. то ради и брат, који јој је постао и тренер.
О њеном животу и тениској каријери снимљен је документарни филм Јеленин свет. Осим ње у филму се појављују Жистин Енан, Јелена Дементијева, Светлана Кузњецова, Ана Чакветадзе, Ана Ивановић и други.
Дана 5. децембра 2007. постала је амбасадорка УНИЦЕФ-а за Србију, за дечији фонд. Тада је изјавила: Пресрећна сам што сам постала амбасадорка УНИЦЕФА-а за Србију. Ово је велика част за мене и само желим да оправдам улогу која ми је додељена.
Детље из свог приватног живота веома ретко износи у јавност. Познато је да је у периоду 2008—2014. била је вези са црногорским ватерполистом, Млађаном Јановићем. Од 2020. у вези је са др Бранком Бараћем, реуматологом из Београда. С њим је у априлу 2021. добила ћерку Уну.